# Ophisma pyrosticha
Ophisma pyrosticha là một loài bướm đêm trong họ Erebidae.